# Parren Mitchell

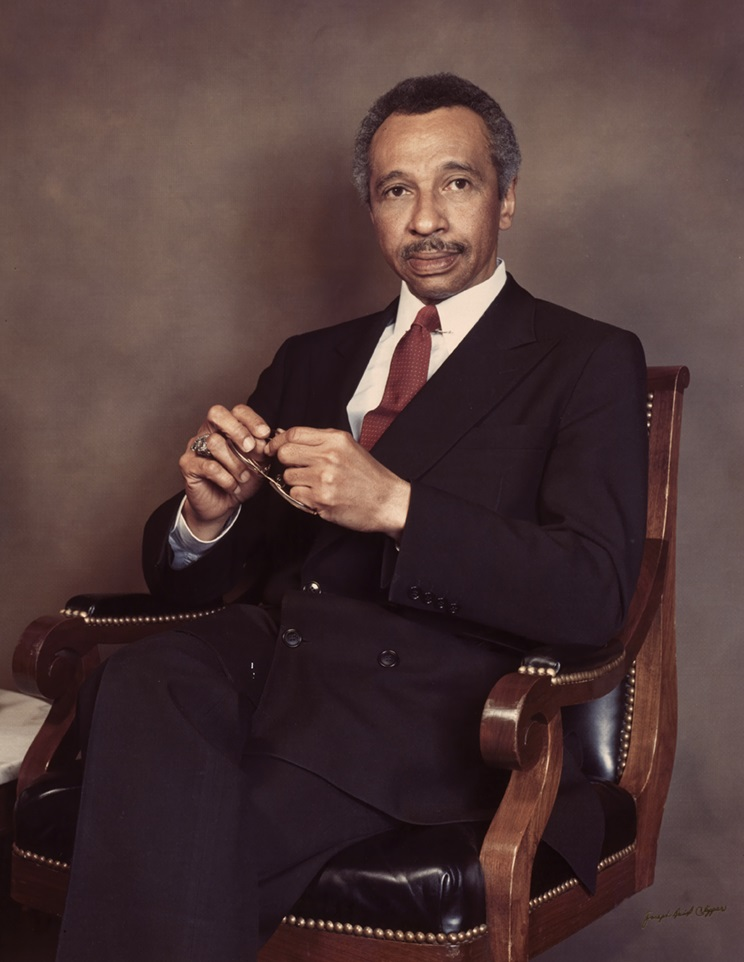
Parren Mitchell

Parren James Mitchell (* 29. April 1922 in Baltimore, Maryland; † 28. Mai 2007 ebenda) war ein US-amerikanischer Politiker. Zwischen 1971 und 1987 vertrat er den Bundesstaat Maryland im US-Repräsentantenhaus.

## Werdegang
Parren Mitchell besuchte die öffentlichen Schulen seiner Heimat. Zwischen 1942 und 1945 diente er während des Zweiten Weltkrieges in der US Army, wo er eine Infanteriekompanie befehligte. Während seines Einsatzes in Italien wurde er verwundet. Für seine militärischen Leistungen wurde er mit dem Purple Heart ausgezeichnet. Nach dem Krieg setzte er seine Ausbildung fort: Bis 1950 absolvierte er das Morgan State College; danach studierte er bis 1952 an der University of Maryland. Später lehrte er am Morgan State College Soziologie. Von 1963 bis 1965 war Mitchell Geschäftsführer der Maryland Humas Relations Division und von 1965 bis 1968 fungierte er als Direktor der Baltimore Community Action Agency. Bereits in den Jahren 1954 bis 1957 arbeitete er für die Gerichtsbehörden der Stadt Baltimore, wo er die Kommission zur Überwachung der Bewährungsauflagen leitete. In den Jahren 1969 und 1970 war er Leiter der Firma Baltimore Neighborhoods Inc.
Politisch schloss sich Mitchell der Demokratischen Partei an. Im Juli 1972 war er Delegierter zur Democratic National Convention in Miami Beach; im gleichen Jahr nahm er am regionalen Parteitag der Demokraten in Maryland teil. Bei den Kongresswahlen des Jahres 1970 wurde Mitchell im siebten Wahlbezirk seines Staates in das US-Repräsentantenhaus in Washington, D.C. gewählt, wo er am 3. Januar 1971 die Nachfolge von Samuel Nathaniel Friedel antrat. Nach sieben Wiederwahlen konnte er bis zum 3. Januar 1987 acht Legislaturperioden im Kongress absolvieren. In dieser Zeit endete der Vietnamkrieg. 1974 wurde das politische Leben in den Vereinigten Staaten durch die Watergate-Affäre erschüttert. Mitchell war zwischen 1981 und 1987 Vorsitzender des Committee on Small Business. Im Jahr 1986 verzichtete er auf eine erneute Kandidatur.
Nach dem Ende seiner Zeit im US-Repräsentantenhaus kandidierte Parren Mitchell erfolglos für das Amt des Vizegouverneurs von Maryland. Danach wurde sein Gesundheitszustand durch eine Reihe von Schlaganfällen allmählich immer schlechter. Dies führte zu einer Unterbringung in einem Pflegeheim. Trotzdem erschien er gelegentlich, wenn es sein Gesundheitszustand erlaubte, bei öffentlichen Anlässen. Er starb am 28. Mai 2007 in Baltimore.